# Río Santa Catarina

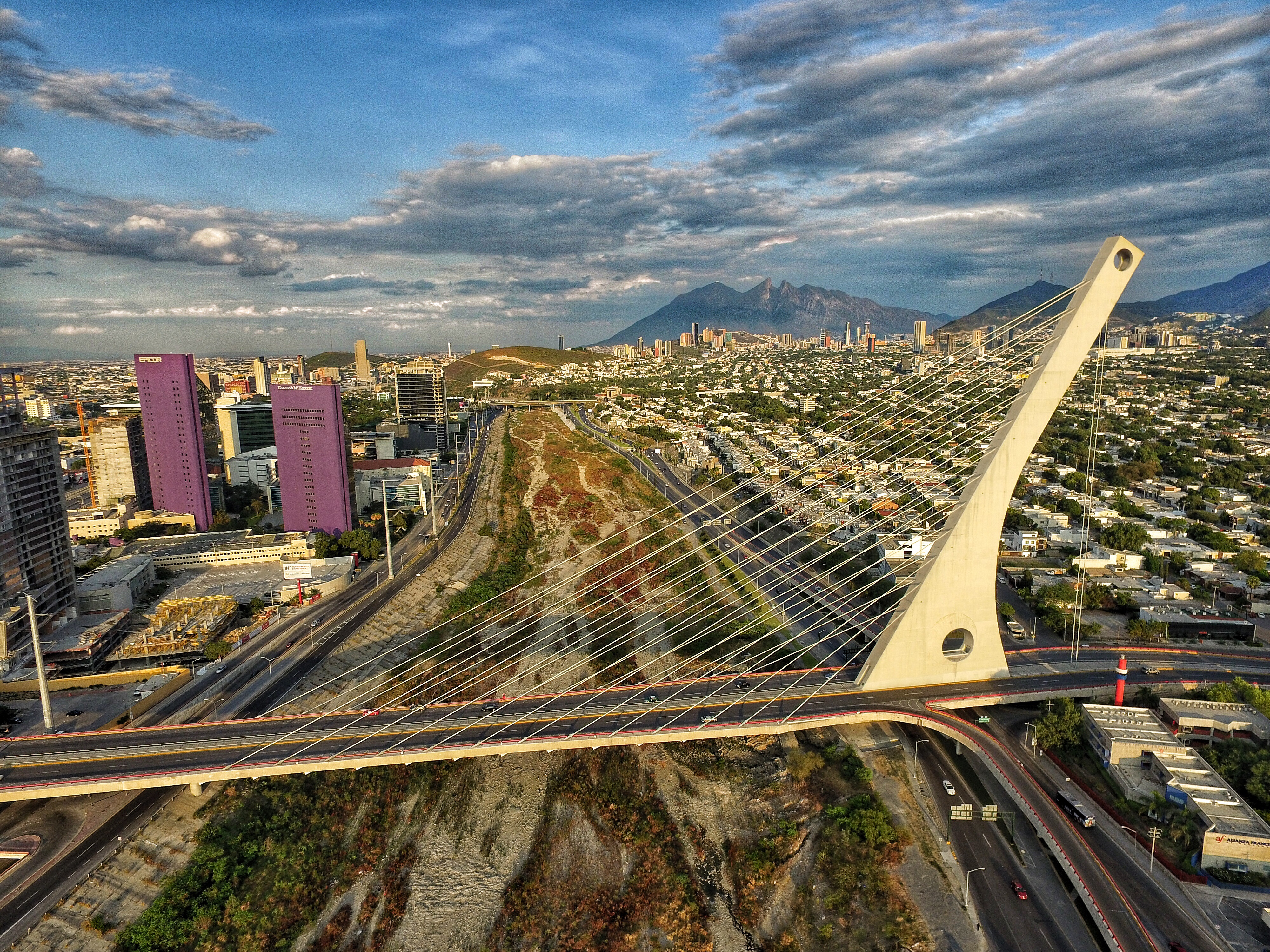
Puente de la Unidad

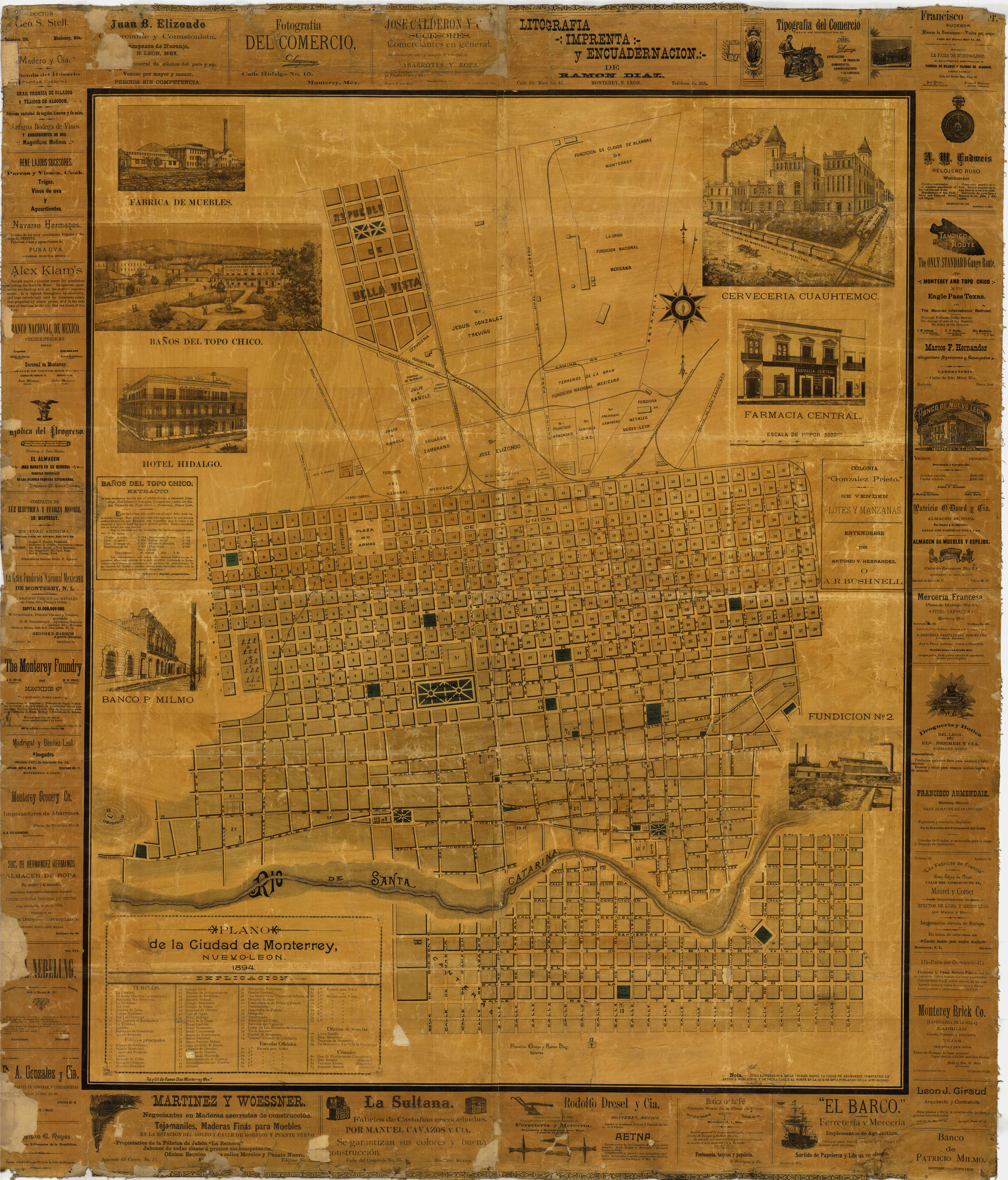
Plano de la ciudad de Monterrey, 1894

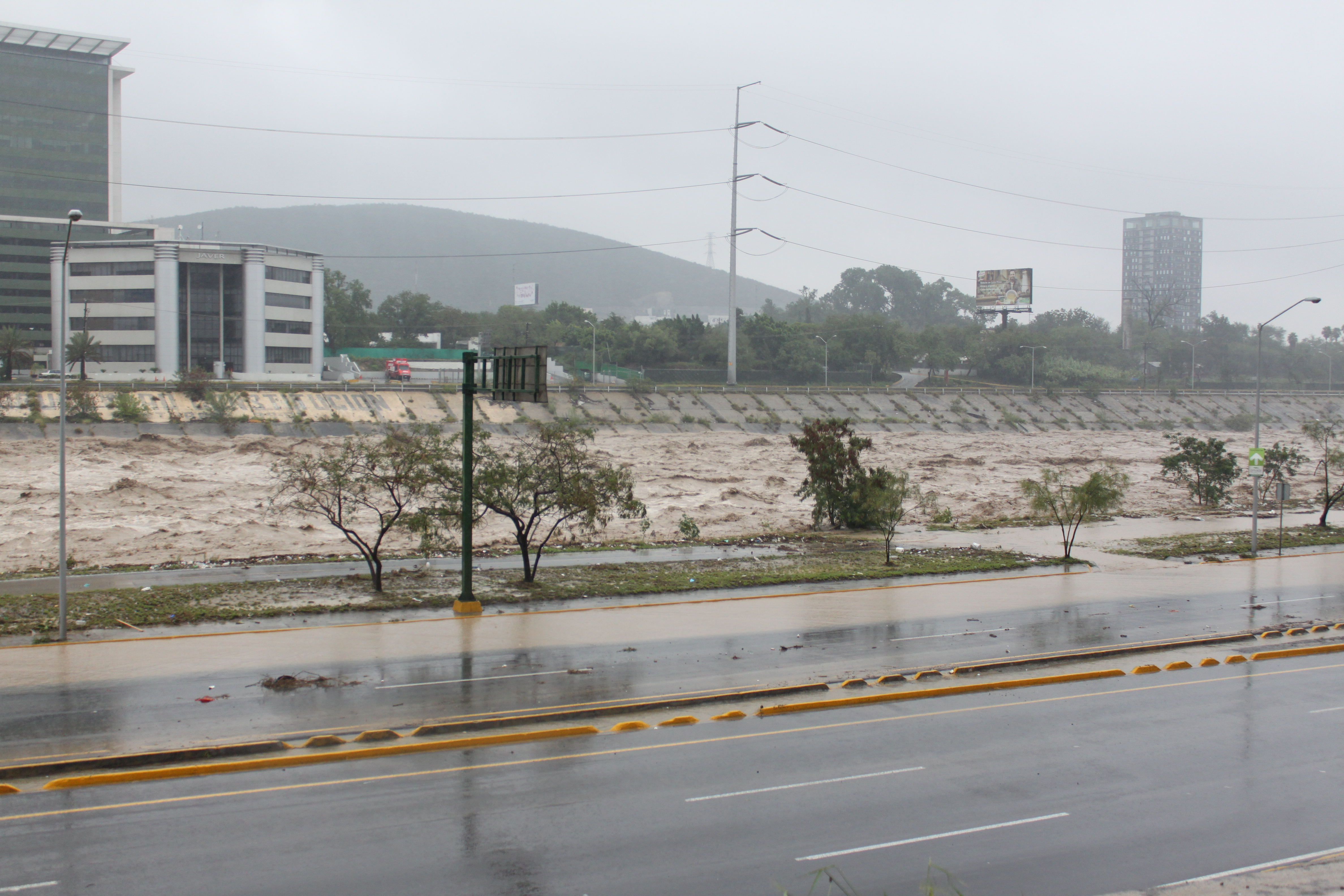
Río Santa Catarina el 1 de julio de 2010

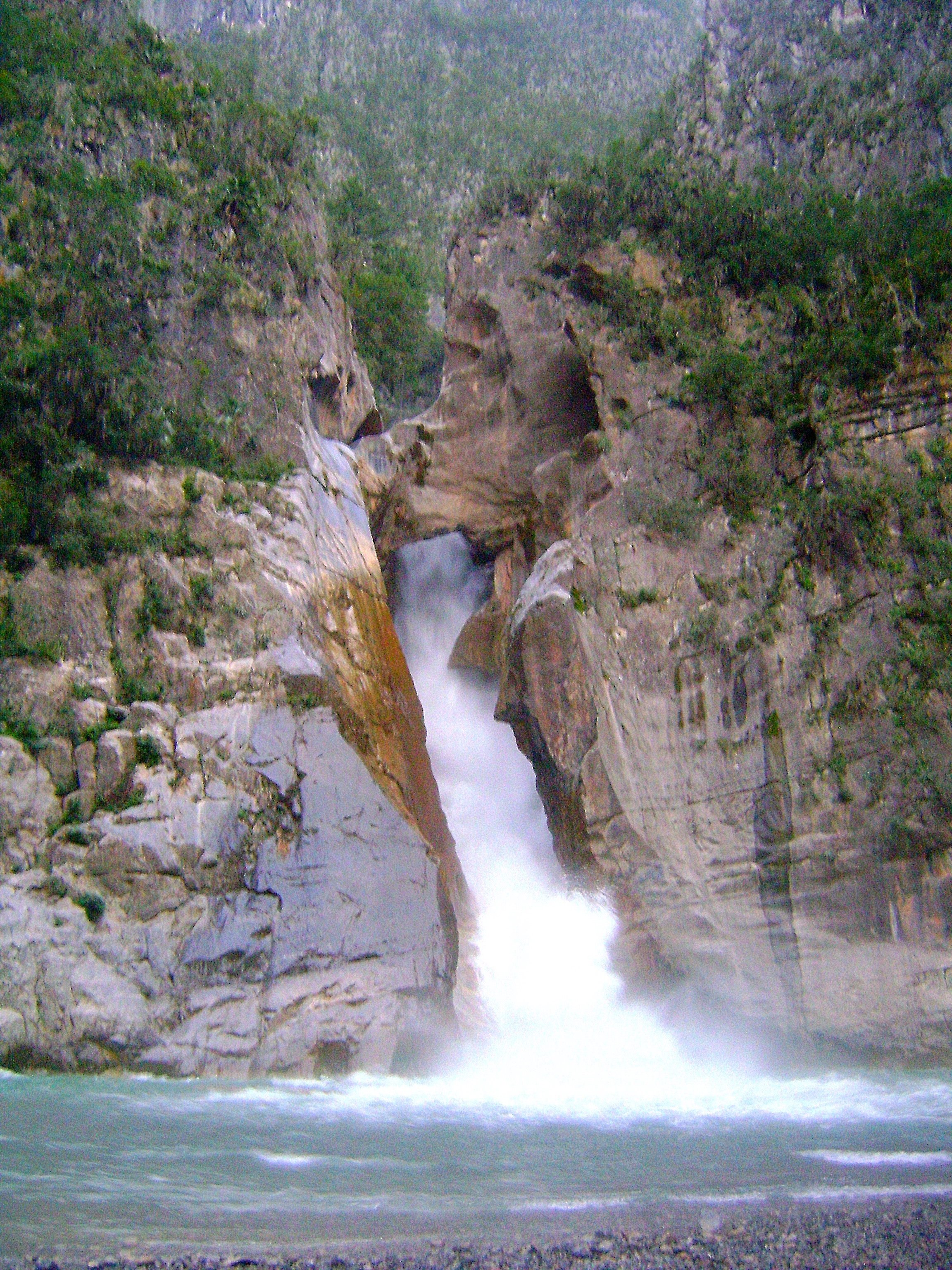
El Salto de Ciénega de González después del Huracán Alex

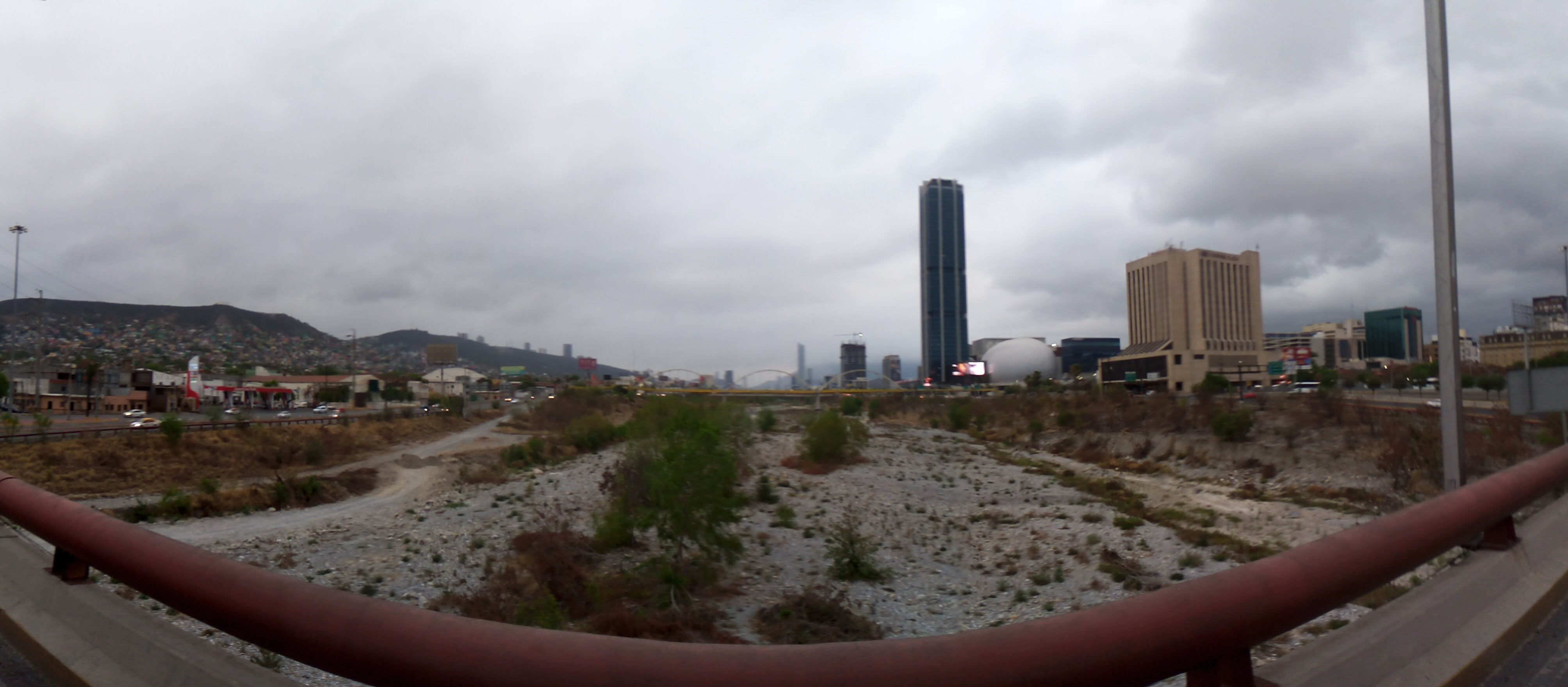
Panorama del Río Santa Catarina en Monterrey, durante una sequía

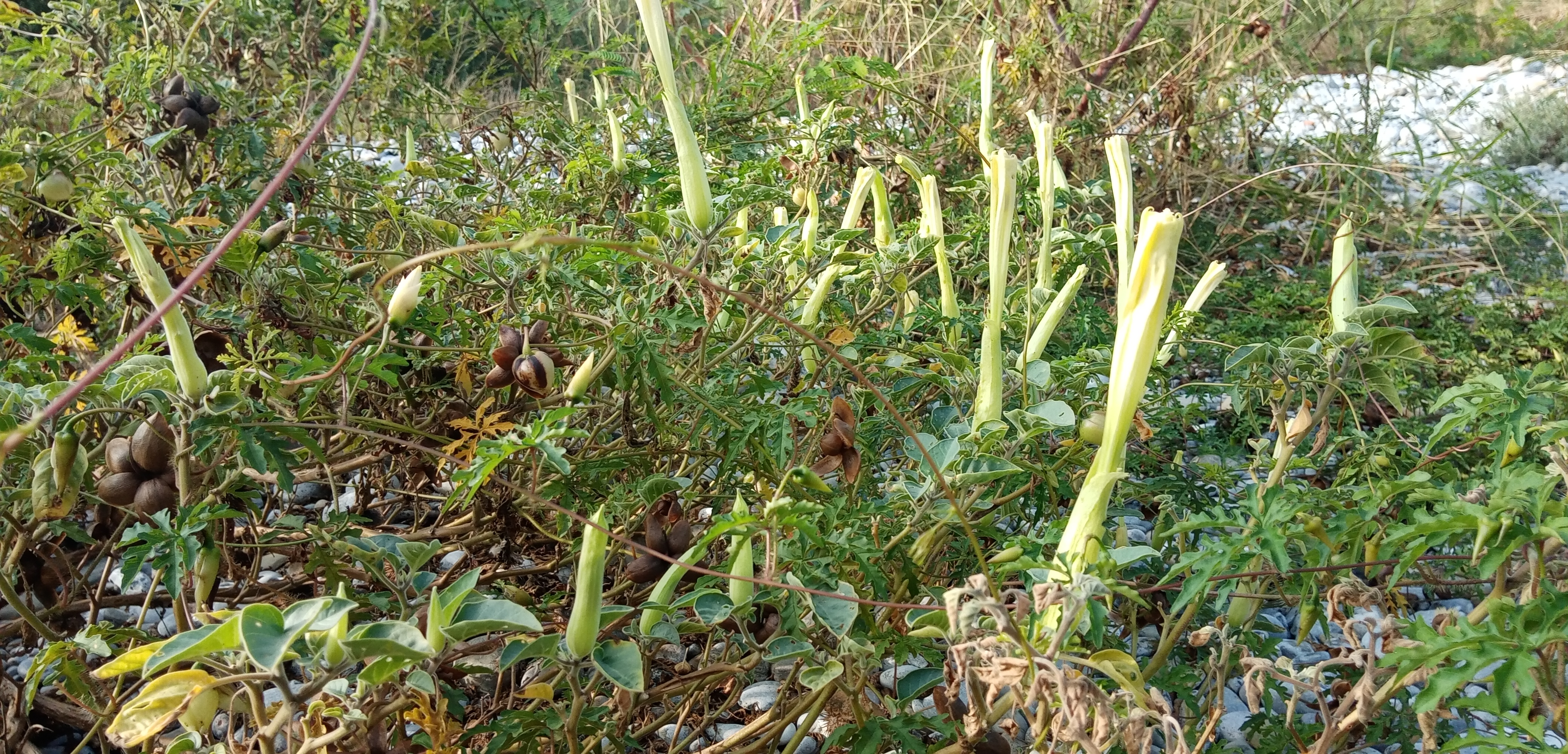
Flora en el lecho del Río Santa Catarina.

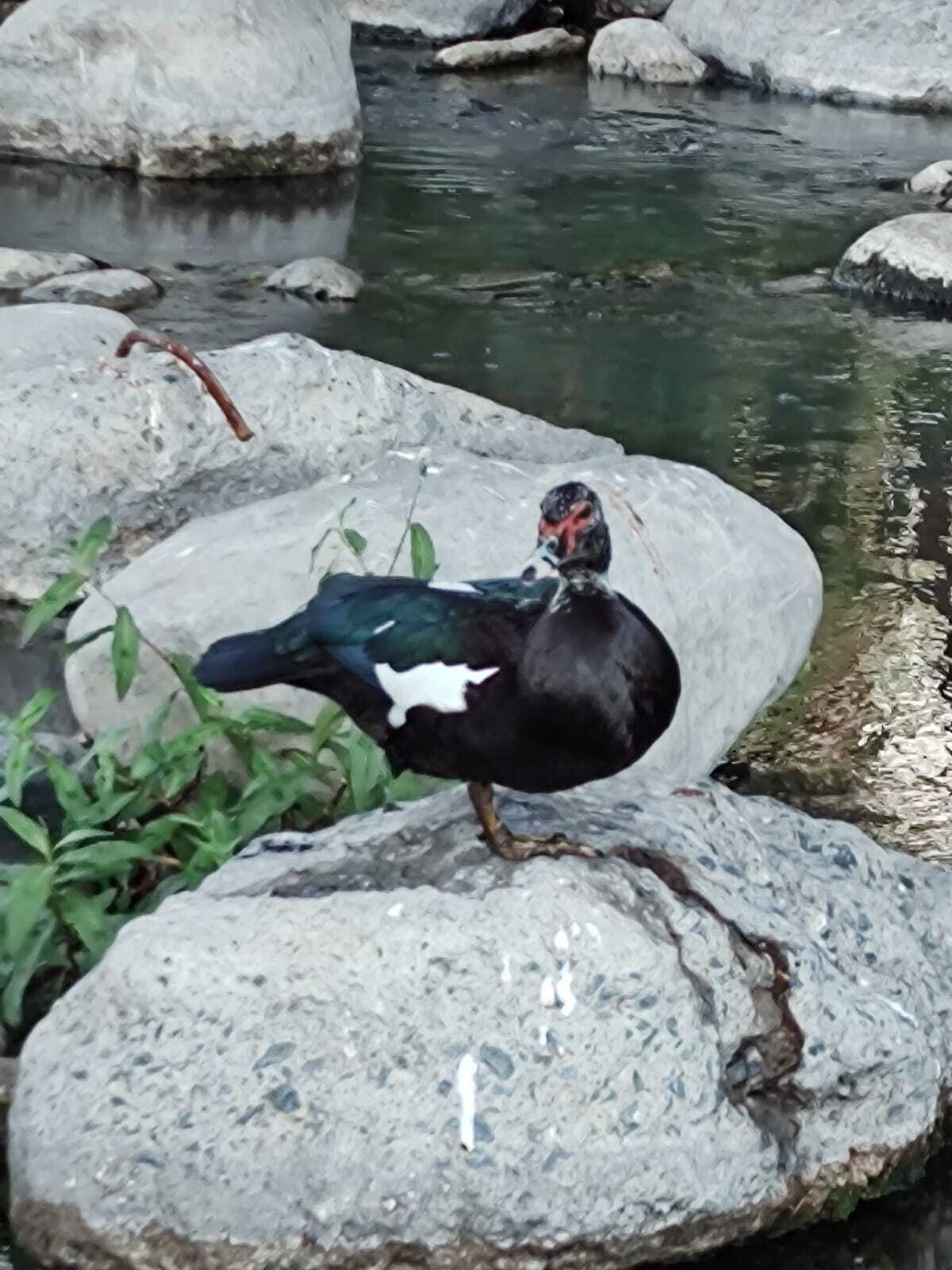
Pato Real Río Santa Catarina NL

El río Santa Catarina es un río y un Área Natural Protegida Estatal en Nuevo León, México; afluente río San Juan y del río Bravo, atraviesa la zona metropolitana de Monterrey.

## Recorrido
El Río Santa Catarina nace en la Sierra Madre Oriental dentro del Parque nacional Cumbres de Monterrey, cerca de San José de las Boquillas en Santiago, Nuevo León, a más de 2,200 metros sobre el nivel del mar, recogiendo las aguas de Arteaga en la Sierra El Álamo, Cerro Rancho Nuevo y Sierra de la Viga, después las de Sierra San Isidro, Sierra San Juan Bautista, Sierra San Cristóbal y Sierra Mauricio. El río pasa por El Salto de Ciénega de González y luego se interna a Santa Catarina por el cañón de San Cristóbal atravesando un cañón largo y angosto entre las estribaciones de la Sierra Agua del Toro, Cerro El Magueyal y Sierra de San Urbano, pasando por algunos poblados de Santa Catarina como San Cristóbal, El Marrubial, Tinajas, El Alto, los García, Buenos Aires, Nogales y Horcones, de ahí hasta la boca de Cañón de la Huasteca, recogiendo las aguas de 32 cañones (Cañón el Pajonal, Cañón la Mielera, Cañón de Santa Juliana, Cañón de Sandías, Cañón Salazar, Cañón de San Pablo, Cañón de las Escaleras, etc.) que a su vez reciben agua desde varios municipios de Nuevo León y Coahuila.
El río sale de los desfiladeros entre la Sierra de Anáhuac y el Cerro de Santa Catarina para cruzar la Zona Metropolitana de Monterrey y luego en San Pedro Garza García; en donde estaban los molinos Jesús María, se nutre con las aguas del arroyo del Obispo, que caen desde el Cerro de las Mitras, se interna a Monterrey por entre San Jerónimo y la Loma Larga, atraviesa entre el centro de Monterrey y la Colonia Independencia, luego hacia Guadalupe donde se le une el Río la Silla con las aguas del Cerro de la Silla, cruza el municipio de Juárez; hasta que en Cadereyta se junta como tributario del Río San Juan para después desembocar en el Río Bravo y al Golfo de México.
Actualmente el cauce está seco debido a que Servicios de Agua y Drenaje de Monterrey tiene aproximadamente 30 pozos de agua con profundidades entre 80 y 114 metros, de los cuales se saca agua para uso doméstico e industrial de García, Santa Catarina, San Pedro Garza García y parte de Monterrey.

## Historia
El río Santa Catarina hizo posible el establecimiento de Monterrey y su zona metropolitana, y generó un sistema económico basado en la agricultura y la ganadería; por otro lado, también ha traído numerosas inundaciones. En 1596 el río es mencionado por Diego de Montemayor en el acta de fundación de Monterrey:
“Y se han de regar con el Agua de los Ríos de Santa Catarina y Santa Lucia y para ayudar á cultivar las dichas tierras los Indios Casiques Naturales de esta tierra que son el Casique Napayan Guachichil con su gente y el Casique Alguaron Borrado junto á los Coapuliguanes, y el Casique Juaquialene y como Agua coata es con su Gente”

### sigloXVII
En 1611, la primera inundación registrada destruyó la original ciudad de Monterrey que estaba cerca de los ojos de agua de Santa Lucía. El cronista Alonso Pérez de León supo por testigos que la mitad de las casas quedaron destruidas.
En 1612; por la situación alarmante, el Justicia Mayor trasladó la población hacia donde actualmente está la plaza Zaragoza.
En septiembre de 1636 hubo una inundación, Alonso Pérez de León escribe que: “parece se abrieron las cataratas del cielo y rompieron las fuentes del abismo de las sierras, según las bocas por ellas reventaron… llevándose las arboledas de sus riveras, desgajándose de sus sierras las peñas, causando pavor y miedo, derribó todas las casas de Monterrey y las iglesias, dejándolo hecho un desierto”.
Por crónicas de la época se sabe que los ríos Santa Catarina, La Silla y Pesquería se desbordaron en 1642 y 1648, después de unas fuertes lluvias.

### sigloXVIII
El río Santa Catarina volvió a desbordarse en 1716, 1752, 1756, 1775 y 1782. Dicen que llovió 40 días en 1757.

### sigloXIX
En el siglo XIX, las fuerzas del agua del río Santa Catarina alimentó las antiguas industrias de los molinos Jesús María, la Fama, la Leona, el Blanqueo y la Sombrerería Universal, iniciando así la industrialización de la zona metropolitana y abasteció el agua necesaria para los procesos de industrialización.
En 1810 y 1881 el río Santa Catarina se desbordó, causando destrozos.

### sigloXX
El 27 de agosto de 1909, fuertes lluvias provocaron inundaciones con graves efectos destructivos; se calcula que murieron cerca de 5 mil personas y muchos municipios quedaron arrasados, especialmente el barrio de San Luisito, actualmente la colonia Independencia. Días antes; el 10 de agosto de 1909, se ocurrieron fuertes lluvias que también causaron destrozos a Monterrey y a sus municipios aledaños. Fue tal la destrucción que los testimonios pueden verse en el libro “El río fiera, bramaba” de Osvaldo Sánchez y Alfonso Zaragoza, publicado en 1989, y otro publicado por don Humberto Buentello Chapa.
En el año de 1910 llovió fuertemente en la región. El 28 de agosto de 1938, llovió todo el día y el río se desbordó.
Siendo gobernador Ignacio Morones Prieto, se iniciaron las obras de canalización del río en 1953.
En septiembre de 1967, el huracán Beulah trajo también inundaciones sobre la ciudad y en 1978 copiosas lluvias inundaron el cauce del río.
El 15 de octubre de 1976 fue inaugurado el nuevo Puente San Luisito, que pasó a ser llamado Puente del Papa después de la visita de Juan Pablo II en 1979.
El 15 y 16 de septiembre de 1988, el Huracán Gilberto; convertido en tormenta tropical, desbordó el río, llevándose a su paso personas, vehículos, vialidades, canchas y juegos mecánicos. En el puente que cruza la avenida José Eleuterio González “Gonzalitos” fue colocado un Monumento en memoria de las víctimas de esta tormenta.

### sigloXXI
Durante la gubernatura de Fernando Canales Clariond, con Oscar Bulnes Valero como Secretario de Desarrollo Urbano y Obras Públicas, se construyó el Puente de la Unidad, el único puente que cruza el Río Santa Catarina y no depende de soportes en el lecho del río.
También durante esta administración se inició la construcción de la cortina Rompepicos en una garganta del río entre la Sierra Agua del Toro y el Cerro El Magueyal, en el municipio de Santa Catarina para contener las crecidas del río en caso de tormenta, obra que en su momento fue criticada por su costo e impacto ambiental.
En 2005, el Huracán Emily provocó daños en vialidades.
El 24 de noviembre de 2007, bajo el gobierno de José Natividad González Parás y con motivo del Fórum Monterrey 2007, fue inaugurado un parque lineal con vitapista, ciclopistas, andadores, áreas de jardineras y sistema de iluminación.
El 11 de septiembre de 2008 es publicado en el diario oficial del estado el Decreto por el cual se declara como “Área Natural Protegida Estatal, en categoría de parque urbano”, bajo la denominación de “parque lineal” el cauce del Río Santa Catarina, localizado en los municipios de Monterrey, San Pedro Garza García, Guadalupe, Juárez y Santa Catarina.
En julio de 2010, el Huracán Alex provocó graves inundaciones, deslaves y daños en hogares, puentes, vialidades y demás infraestructura. Las avenidas Constitución e Ignacio Morones Prieto, que corren junto al río, tuvieron que ser rediseñadas y reconstruidas. El parque lineal del 2007 desapareció por completo junto con otras instalaciones deportivas y el mercado bajo el Puente del Papa. Después del huracán, no se volvieron a construir instalaciones deportivas o comerciales en el lecho del río, lo que permitió que el ecosistema se recuperara.
El 7 de julio de 2023, el gobierno encabezado por Samuel García comenzó a realizar trabajos de desmonte de vegetación en el lecho del río como una medida preventiva para evitar inundaciones. Estas obras causaron críticas y oposición por no considerar la preservación del ecosistema, por lo que fueron suspendidas el 12 de julio y se convocaron, por parte de distintas secretarías, mesas de diálogo, en las que distintos grupos ciudadanos se propuso declarar como área natural protegida la totalidad de la extensión del río.A partir de estos sucesos, se promovió la formación del movimiento Un Río en el Río, conformado por más de 30 organizaciones ciudadanas, con el objetivo de realizar una defensa integral del Río Santa Catarina. Uno de los primeras acciones del movimiento fue solicitar una audiencia pública el 12 de julio con el fin de dialogar y compartir las preocupaciones alrededor de las labores de deforestación, y acordaron con la Secretaría de Participación Ciudadana realizar la audiencia el 28 de julio en el conversatorio de LABNL.

## Riqueza y composición vegetal
A pesar de que el río habitualmente tiene un cauce intermitente, cuenta con una vegetación ribereña que se desarrolla a lo largo del curso de aguas naturales. Esta vegetación es un elemento vital para los ecosistemas fluviales. Las comunidades vegetales dotan de hábitat y corredor biológico para la fauna silvestre que se desarrolla en ellas. 
Se han encontrado 87 especies, 77 géneros y 37 familias de estrato alto (árboles), de entre las cuales 18  son especies introducidas y el resto especies nativas.
En cuanto al estrato bajo, es decir herbáceas se  han avistado 25 familias, las cuales pertenecen a 53 géneros y 60 especies. Del total de especies 10 son especies introducidas.
| Nombre común de espieces nativas | Nombre común de espieces nativas |                 |
| -------------------------------- | -------------------------------- | --------------- |
| Yucca filifera                   | Sauce negro                      | Palo blanco     |
| Tronadora                        | Álamo de Frémont                 | Palo Verde      |
| Agave amarillo o pita            | Sicomoro americano               | Nopal           |
| Anacua                           | Huizache                         | Guamúchil       |
| Cruceta o cardón                 | Mezquite dulce                   | Chaparro prieto |

| Especies de árboles introducidos | Especies de árboles introducidos |
| -------------------------------- | -------------------------------- |
| Washingtonia de California       | Pino australiano                 |
| Higuerilla                       | Framboyan de Madagascar          |
| Árbol del paraíso                | Fresno blanco                    |
| Tabaquillo sudamericano.         |                                  |

| Especies de herbáceas nativas | Especies de herbáceas nativas | Especies de herbáceas nativas |
| ----------------------------- | ----------------------------- | ----------------------------- |
| Aamaranthus blitoides         | Romerillo                     | Girasol                       |
| Bejuco de indio               | Tule                          | Orégano mexicano              |
| Bayal                         |                               |                               |